# Hayo Freitag
Hayo Freitag (* 19. November 1950 in Wilhelmshaven) ist ein deutscher Designer, Animator, Produzent, Autor und Regisseur von Zeichentrickfilmen.
Nach dem Abitur studierte Freitag Kunst und Philosophie in Hamburg. Während des Studiums gründete er mit befreundeten Künstlern den Kleinverlag "Cartoon-AG". Als Autor und Illustrator gemeinsam geschaffener Bilderbücher, politisch-satirischer Werke und Gedichtbände publizierte er unter anderem: Das Thier-Buch (mit Michael Herzog, 1975), Das Häschenbuch (1976), Kunst der Retusche und Tach, Mao (mit Helga Eibl, 1977), Heim zum Reim (mit Jürgen Heer, 1978).
Dann wandte er sich dem Animationsfilm zu und produzierte Kurzfilme, von denen einige national wie auch international ausgezeichnet wurden. So beispielsweise sein Werk Mein Bruder (Koproduzent: Jürgen Heer), welches unter anderem den Deutschen Kurzfilmpreis sowie den Preis als bester Animationsfilm 1986 beim Animafest Zagreb – World Festival of Animated Films gewann und vom New Yorker Museum of Modern Art in dessen Präsentation "Best Animation" aufgenommen wurde. Die Eigenproduktion Das Pflaumenhuhn (Koproduzent: Michael Schaack) bekam 1997 den Preis der Friedrich-Wilhelm-Murnau-Stiftung.
Neben der Herstellung von Werbefilmen für TV und Kino entwickelte Freitag Trickfilmserien fürs Fernsehen (Loggerheads, Max & Moritz 〈Erich Kästner Fernsehpreis〉, Pigs Next Door 〈Schweine nebenan, Emil (Kinderfernsehpreis) 2001〉 u. a.) und Kinofilme (Werner 1 und 4, Felidae). Sein Langfilmdebüt als Regisseur und zugleich Produktionsdesigner gab er 1999 mit Walter Moers’ Käpt’n Blaubär – Der Film, der im Jahre 2000 den Deutschen Filmpreis gewann. Sein 2007 fertiggestellter abendfüllender Film Die drei Räuber nach dem gleichnamigen Bilderbuch von Tomi Ungerer wurde außer mit dem "Prädikat: besonders wertvoll" der Filmbewertungsstelle Wiesbaden mit den Zuschauerpreisen der Filmfestivals in Hamburg (Filmfest Hamburg 2007), Paris (Mon Premier Festival 2008), Bordeaux (Les Nuits Magiques 2007), Vizille (Festival du Film pour Enfants 2008), Belgien (Open Doek 2008) und Annecy (Festival d’Animation Annecy 2008) ausgezeichnet. Auf dem internationalen Animationsfestival in Bukarest (anim'est 2008) wurden Die drei Räuber zum besten abendfüllenden Film gekürt. Die Kinderjury des internationalen Kinderfilmfestivals in Poznań, Polen (Alekino 2008) und die internationale Jury des Animationsfilmfestivals in Bilbao (Animabasauri 2009) wählten den Film ebenfalls zum besten abendfüllenden Film. In Südkorea (Chungmuro International Film Festival in Seoul 2009) gewannen Die drei Räuber als bester Animationsfilm.
Hayo Freitag ist Gründungsmitglied der Deutschen Filmakademie.